# Reserva Natural das Ilhotas de Kihnu
A Reserva Natural das Ilhotas de Kihnu é uma reserva natural localizada no condado de Pärnu, na Estónia.
A área da reserva natural é de 4.200 hectares.
A área protegida foi fundada em 1964 como área de proibição botânico-zoológica das Ilhotas de Sange (em estoniano:  Sangelaidude botaanilis-zooloogiline kaitseala). Em 2014 a área protegida foi designada como reserva natural.